# 梶原悠未
梶原悠未（日语：／ Kajihara Yūmi，1997年4月10日—）生于埼玉县，是一名日本女子自行车运动员，主攻场地自行车，曾就读于筑波大学体育专门学群。她在童年时期开始练习游泳，自小学4年级开始直到中学毕业为止每年都会参加全国比赛，中学毕业后，她进入了一所没有设立游泳社团的高中就读。在一次偶然之下，她加入了自行车社团，正式转攻自行车。尽管接触自行车时间不长，她仍凭借着在练习游泳的那段时间里积累的心肺能力，在短时间内取得明显进步，第二年便在全国比赛中获得金牌。